# Antonio Sánchez de Bustamante y Sirvén

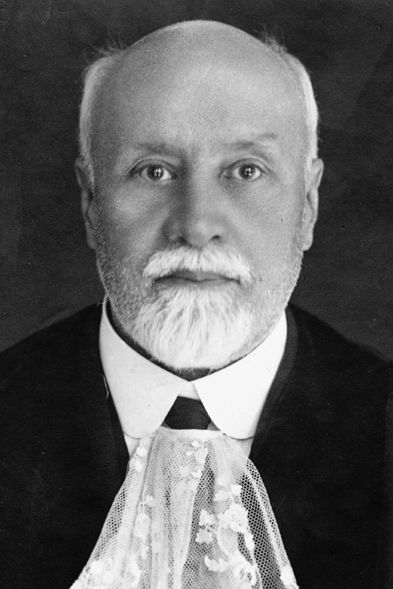
Antonio Sánchez de Bustamante y Sirvén.

Antonio Sánchez de Bustamante y Sirvén, född 13 april 1865 i Havanna, död där 24 augusti 1951, var en kubansk jurist.
Sánchez de Bustamante blev professor i folkrätt och internationell privaträtt vid Havannas universitet 1891. Han tillhörde från 1895 Institut de droit international och blev 1921 ledamot av den Nationernas förbund upprättade Fasta mellanfolkliga domstolen. Hans vetenskapliga arbeten rör sig på såväl privat- och straffrättens som den internationella rättens område, men faller väsentligen inom internationell privaträtt.